# Taťána Zelencovová
Taťána Zelencovová (rusky Татьяна Петровна Зеленцова; * 5. srpna 1948) je bývalá sovětská atletka, která se věnovala čtvrtce s překážkami, mistryně Evropy v této disciplíně z roku 1978.

## Sportovní kariéra
Její původní disciplínou byl běh na 100 metrů překážek, později se orientovala na čtyřnásobnou trať. Dva týdny před evropským šampionátem v Praze v roce 1978 vytvořila světový rekord na 400 metrů překážek 55,31. Na mistrovství Evropy tento čas ještě zlepšila na 54,89 s. Po skončení sportovní kariéry se stala trenérkou, nejprve v SSSR, po roce 1990 v USA.